# Gheorghe Bunduc
Gheorghe Bunduc (n. 4 aprilie 1943, Darabani, România) este un fost senator român în legislatura 1996-2000 ales în județul Tulcea pe listele partidului PRM. În cadrul activității sale parlamentare, Gheorghe Bunduc a fost membru în grupurile parlamentare de prietenie cu Republica Kazahstan, Republica Ecuador și Republica Orientală a Uruguayului. Gheorghe Bunduc a fost ales ca senator și în legislatura 2000-2004 dar a demisionat pe data de 28 iunie 2004 și a fost înlocuit de senatorul Victor Andrei. În legislatura 2000-2004, Gheorghe Bunduc a fost  membru în grupurile parlamentare de prietenie cu Regatul Belgiei, Republica Croația și Republica Filipine. Gheorghe Bunduc a inițiat 3 propuneri legislative din care 1 a fost promulgată lege și a fost membru în comisia pentru învățământ, știință, tineret și sport. 
Gheorghe Bunduc a absolvit Facultatea de Istorie și Filozofie de la Universitatea Alexandru Ioan Cuza din Iași. După terminarea studiilor, a fost repartizat ca profesor de istorie la Liceul nr. 2 din Tulcea.